# Flavio Colonna
Flavio Colonna (Bologna, 14 marzo 1934 – 27 giugno 1982) è stato un politico italiano.

## Biografia
Funzionario del Partito Comunista Italiano di Bologna. Viene candidato alla Camera dei deputati nelle file del PCI nel 1976, risultando eletto. È poi ricandidato ed eletto alla Camera alle elezioni politiche del 1979, restando in carica fino alla morte, avvenuta nel giugno 1982, a 48 anni.